# Islas Cook en los Juegos Olímpicos de la Juventud 2018
Islas Cook participó en los Juegos Olímpicos de la Juventud 2018 en Buenos Aires, Argentina, celebrados entre el 6 y el 18 de octubre de 2018. Su delegación estuvo conformada por un atleta. No obtuvo medallas en las justas.

## Medallero
| Medalla       | Oro | Plata | Bronce | Total |
| ------------- | --- | ----- | ------ | ----- |
| Total oficial | 0   | 0     | 0      | 0     |

## Disciplinas

### Natación
Islas Cook clasificó a un atleta en esta disciplina.
Femenino
| Atleta    | Evento        | Serie   | Serie  | Semifinal | Semifinal | Final     | Final     |
| Atleta    | Evento        | Tiempo  | Puesto | Tiempo    | Puesto    | Tiempo    | Puesto    |
| --------- | ------------- | ------- | ------ | --------- | --------- | --------- | --------- |
| Bede Aitu | 50 m Espalda  | 28.90   | 24     | No avanzó | No avanzó | No avanzó | No avanzó |
| Bede Aitu | 100 m Espalda | 1:03.49 | 25     | No avanzó | No avanzó | No avanzó | No avanzó |